# Tongfu
Tongfu (kinesiska: 通伏, 通伏乡) är en socken i Kina. Den ligger i den autonoma regionen Ningxia, i den nordvästra delen av landet, omkring 37 kilometer nordost om regionhuvudstaden Yinchuan. Antalet invånare är 15 942. Befolkningen består av 7 885 kvinnor och 8 057 män. Barn under 15 år utgör 19,0 %, vuxna 15-64 år 72 %, och äldre över 65 år 7,0 %.
Genomsnittlig årsnederbörd är 287 millimeter. Den regnigaste månaden är juli, med i genomsnitt 70 mm nederbörd, och den torraste är december, med 1 mm nederbörd.